# 北俣村
北俣村（きたまたむら）は、かつて山形県飽海郡にあった村。

## 沿革
- 1889年（明治22年）4月1日 - 町村制施行に伴い飽海郡上下北俣村が村制施行し、北俣村が発足。
- 1943年（昭和18年）5月10日 - 村役場が移転[1]。
- 1954年（昭和29年）8月1日 - 飽海郡田沢村、南平田村と合併し、平田村となり消滅。